# Atom Man vs. Superman
Atom Man vs. Superman je americký akční sci-fi filmový seriál z roku 1950 režiséra Spencera Gordona Benneta, vyrobený studiem Columbia Pictures. Po předchozím seriálu, nazvaném jednoduše Superman, se jedná o druhou hranou adaptaci superhrdinských komiksů o Supermanovi. Černobílý filmový seriál, který byl rozdělen do patnácti částí, měl premiéru 20. července 1950, v titulní roli se opět představil Kirk Alyn. V roce 1989 byl seriál vydán na VHS, na DVD vyšel roku 2006 v souboru nazvaném Superman – The Theatrical Serials Collection, který obsahuje také první seriál Superman.

## Příběh
Šílený vědec Lex Luthor, zvaný Atom Man, vydírá město Metropolis a vyhrožuje, že zabije všechny jeho obyvatele. Perry White, šéfredaktor novin Daily Planet, vyšle své novináře Lois Lane, Jimmyho Olsena a Clarka Kenta, aby napsali o Luthorovi reportáž. Zároveň Clark Kent coby Superman musí zachránit celé město.

## Obsazení
- Kirk Alyn jako Clark Kent / Superman
- Noel Neill jako Lois Lane
- Lyle Talbot jako Lex Luthor / Atom Man
- Tommy Bond jako Jimmy Olsen
- Pierre Watkin jako Perry White
- Jack Ingram jako Foster
- Don C. Harvey jako Albor
- Rusty Wescoatt jako Carl
- Terry Frost jako Baer
- Wally West jako Dorr
- Paul Stader jako „Killer“ Lawson
- George Robotham jako Earl